# Nika Kvekveskiri
Nika Kvekveskiri (gruzínsky ნიკა კვეკვესკირი; * 29. května 1992 Zugdidi, Gruzie) je gruzínský fotbalový záložník a reprezentant, který v současnosti působí v maďarském klubu Nyíregyháza Spartacus FC. Hraje na postu defenzivního středopolaře.

## Klubová kariéra
- Baia Zugdidi 2009–2010
- FC Dinamo Tbilisi 2011–2014
- →  FC Spartak Tskhinvali (hostování) 2013
- FC Dila Gori 2014–2015
- İnter Bakı PİK 2015–2016

## Reprezentační kariéra
V A-mužstvu Gruzie debutoval 8. 10. 2015 v kvalifikačním zápase v Tbilisi proti reprezentaci Gibraltaru (výhra 4:0).